# Tipografia Riograndense
Tipografia Riograndense foi uma tipografia brasileira, a primeira instalada comercialmente no Rio Grande do Sul.
Tinha os franceses Estivalet e Claude Dubreuil, como compositor e impressor, e o português Lourenço Júnior de Castro, como redator. Foi nesta tipografia que foi impresso o primeiro jornal do Rio Grande do Sul, o Diário de Porto Alegre. Localizava-se em Porto Alegre, à rua da Igreja n°113. Iniciou seus trabalhos em 1827, em 21 de junho de 1828 seus sócios repassaram seus direitos proprietários à Santa Casa de Misericórdia de Porto Alegre.
Foi na Tipografia também impresso o primeiro livro do Rio Grande do Sul, o Compêndio Aritmético ou taboada curiosa para meninos, com 24 páginas, autoria do professor Tomás Inácio da Silveira.